# Kasie

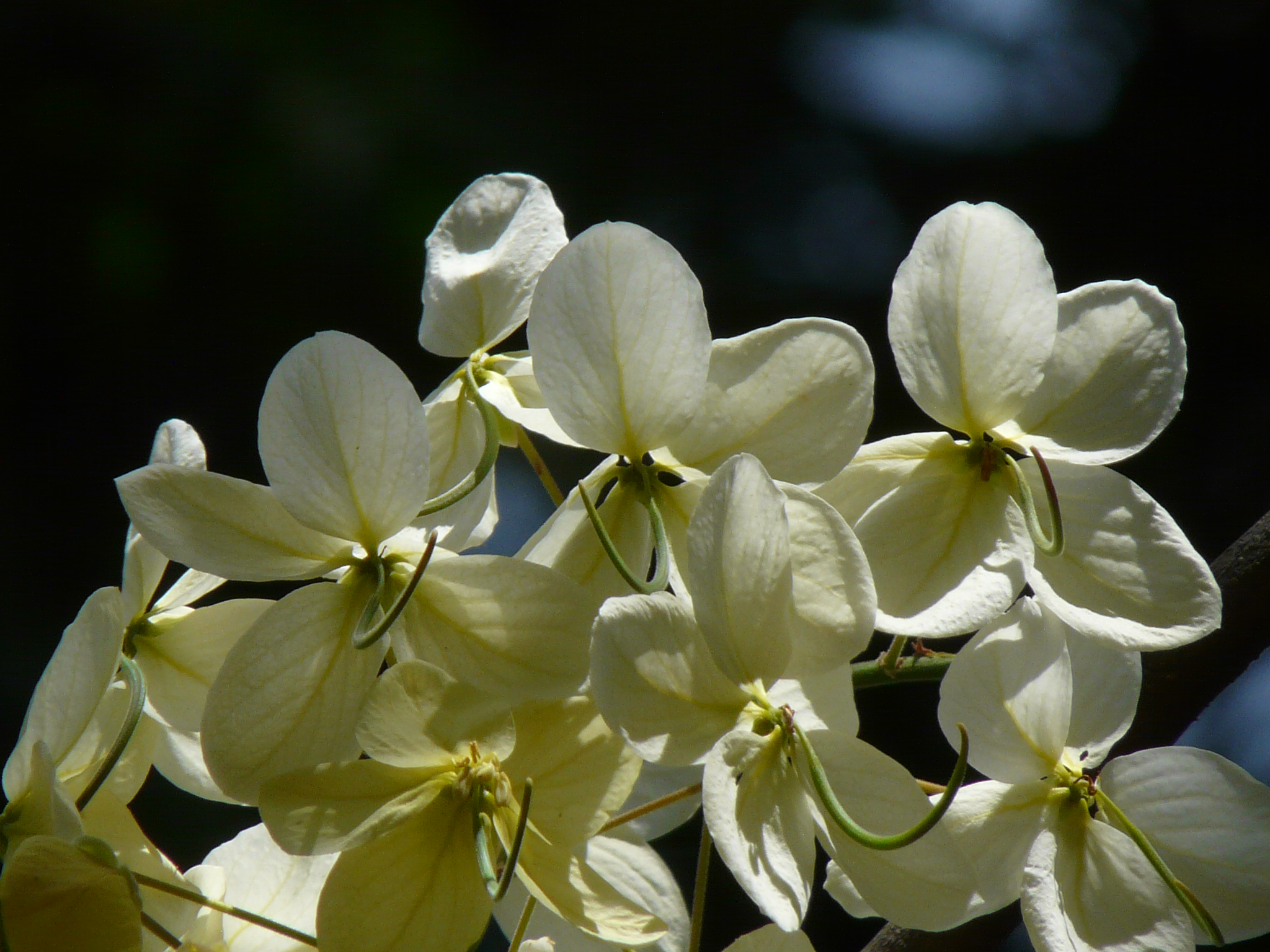
Bledé květy Cassia x nealiae

Kasie (Cassia) je rod tropických dřevin z čeledi bobovité. Vyskytují se v počtu asi 30 druhů v tropech i subtropech celého světa. Kasie mají často nápadné hrozny žlutých nebo růžových květů a jsou v tropech pěstovány jako okrasné a stínící stromy. Využití mají také v medicíně.

## Popis
Kasie jsou stromy nebo mohutné keře se střídavými sudozpeřenými listy. Listy jsou uspořádány spirálně nebo dvouřadě. Lístky složených listů jsou vstřícné. Na listech a řapících nejsou přítomna nektária. Květy jsou uspořádány v jednoduchých hroznech, které vyrůstají na konci mladých větévek nebo na starších zkrácených postranních větévkách. Květy jsou nejčastěji žluté nebo růžové, řidčeji červené, bílé nebo i různobarevné. Kalich je pravidelný, pětičetný, koruna je dvoustranně souměrná, složená z 5 lístků, které jsou shodného tvaru nebo je jeden z nich s přívěskem. Tyčinek je 10, z toho 3 jsou dlouhé a s prohnutými nitkami, 3 jsou kratší a přímé a zbývající jsou ještě kratší a sterilní. Tyčinky se liší i způsobem otevírání prašníků: prašníky nejdelších tyčinek se otevírají štěrbinou, zatímco prašníky kratších tyčinek zpravidla bazálními póry. Semeník obsahuje mnoho vajíček. Plody jsou úzce válcovité nebo zploštělé či čtyřhranné nepukavé lusky s četnými semeny uspořádanými v jedné nebo ve dvou řadách. Semena jsou v luscích zcela nebo téměř oddělená přehrádkami a často obklopena měkkou dužninou.

## Rozšíření
Rod Cassia zahrnuje asi 30 druhů a je rozšířen v tropech celého světa.

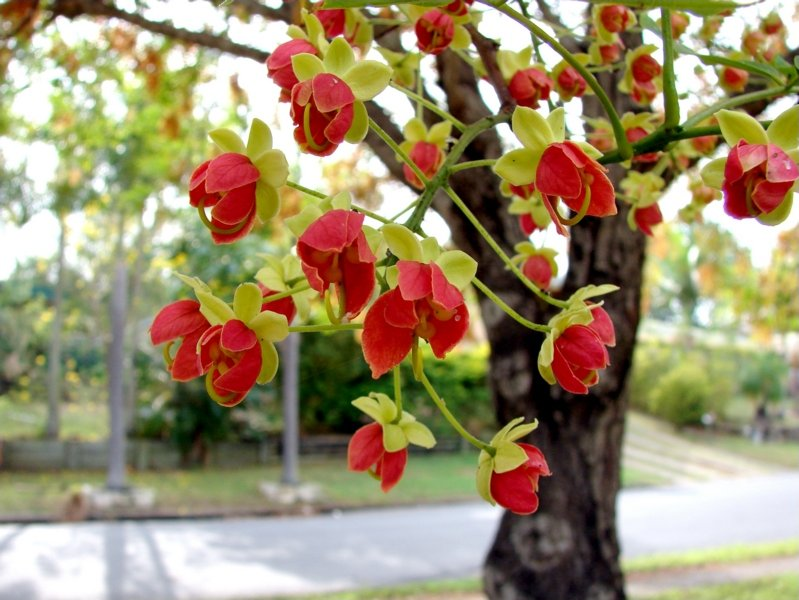
Atraktivní květy Cassia brewsteri
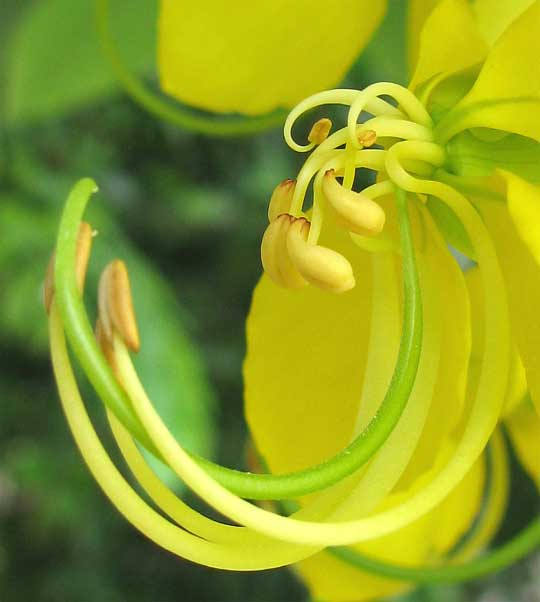
Detail květu Cassia fistula
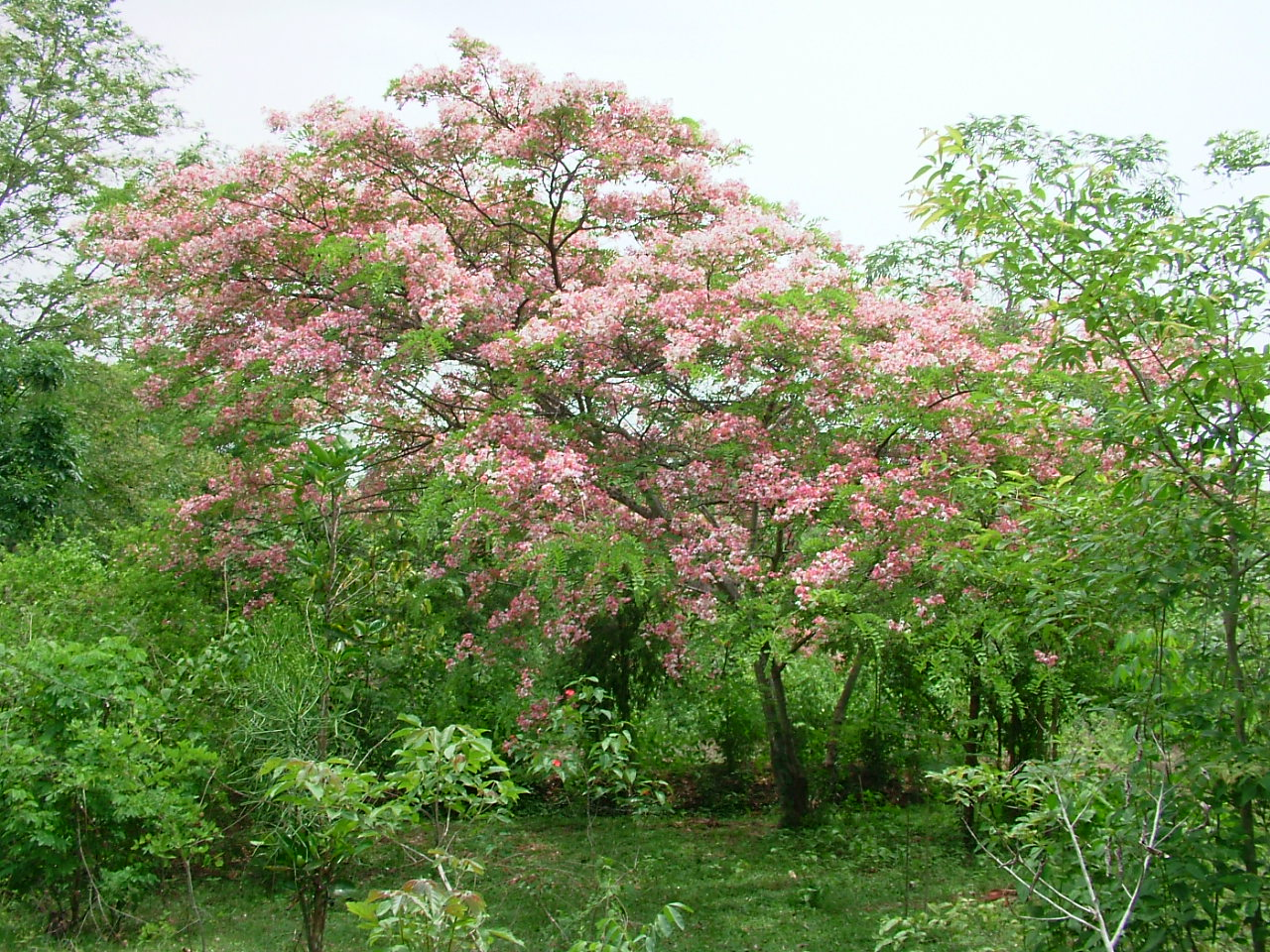
Kvetoucí Cassia javanica
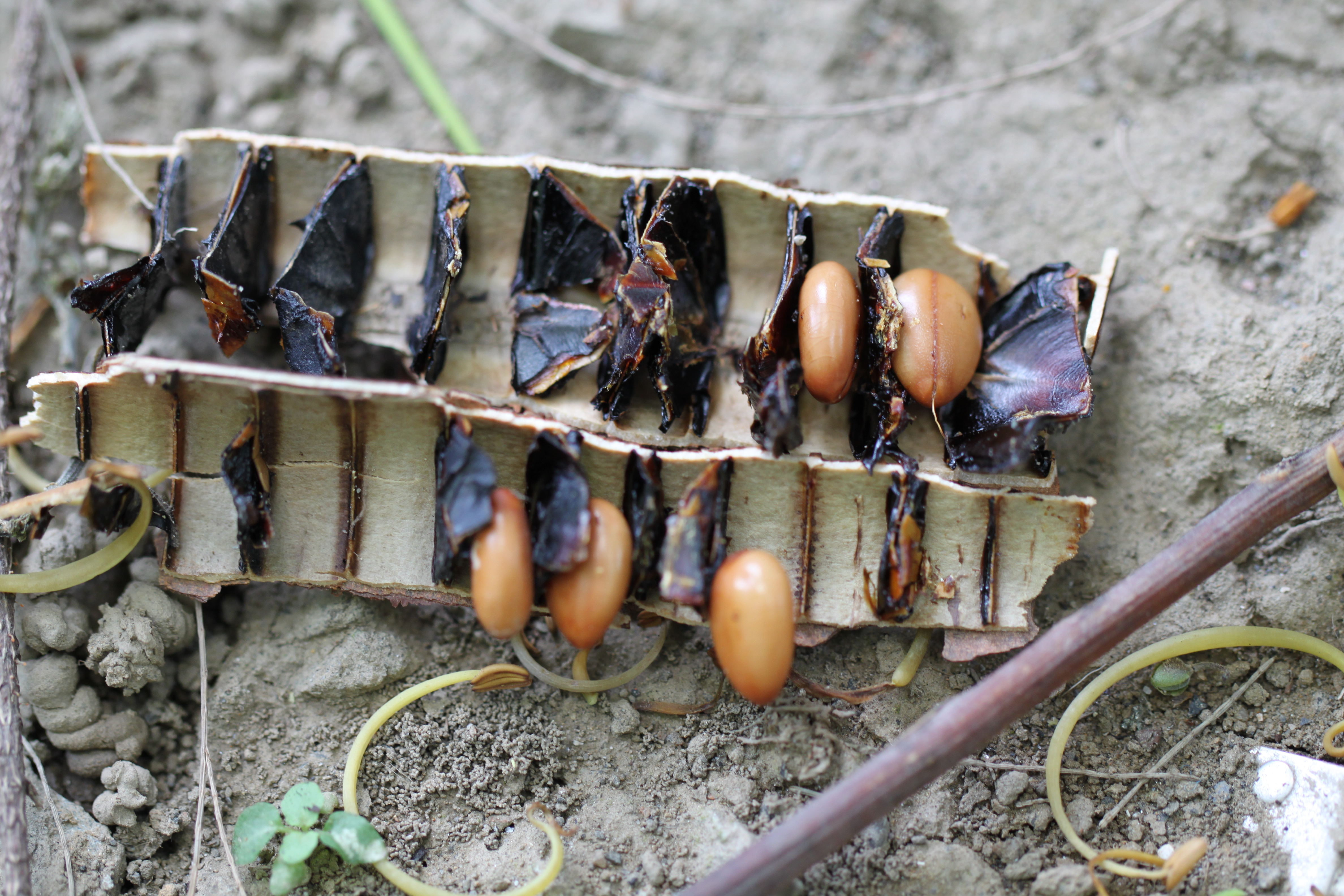
Přehrádkované plody Cassia fistula

## Ekologické interakce
Americké druhy kasií jsou podobně jako rostliny rodu sena (Senna) hostitelskými rostlinami žluťásků z rodu Phoebis.

## Taxonomie
V současné taxonomii čeledi bobovité je rod kasie řazen společně s blízce příbuznými rody sena (Senna) a Chamaecrista do podčeledi Caesalpinioideae. V minulosti byl rod Cassia řazen v rámci této podčeledi do subtribu Cassiinae a tribu Cassieae, v roce 2017 však byla podčeleď Caesalpinioideae komplexně reorganizována a nové rozčlenění na jednotlivé triby nebylo dosud publikováno.
Rod Cassia byl v minulosti pojat široce a zahrnoval asi 500 až 600 druhů. Při pozdějších revizích byla většina druhů přeřazena do blízce příbuzných rodů Senna a Chamaecrista.

## Obsahové látky
V dužnině plodů Cassia fistula byl zjištěn obsah antrachinonových glykosidů, dále sennosidy A a B, rhein a glukosid rheinu, barbaloin, aloin, kyselina mravenčí, máselná a šťavelová a jejich estery. V semenech jsou přítomny volné galaktomannosové cukry a volné aminokyseliny, v listech rhein a sennosidy A a B.

## Význam
Kasie jsou v tropech často vysazovány jako pouliční a stínící stromy. Mezi nejčastěji pěstované druhy náleží Cassia fistula a C. moschata se žlutými květy a C. javanica s květy růžovými. Mezi další okrasné druhy pěstované v tropech náleží africká C. afrofistula a indická C. roxburghii. Pěstuje se také kříženec Cassia fistula a Cassia javanica pod názvem Cassia x nealiae, vyznačující se broskvově růžovými květy.
Kůra Cassia fistula obsahuje třísloviny a je využívána jako zdroj červeného barviva. Semena a dužnina plodů tohoto druhu jsou využívány v medicíně jako laxativum. V tradiční medicíně mají využití i jiné druhy, např. C. javanica.